# Tripogandra warmingiana
Tripogandra warmingiana är en himmelsblomsväxtart som först beskrevs av Moritz August Seubert, och fick sitt nu gällande namn av Handlos. Tripogandra warmingiana ingår i släktet Tripogandra och familjen himmelsblomsväxter. Inga underarter finns listade.